# Хануматпрешака Свами
Хануматпреша́ка Сва́ми (IAST: Hanumatpreśaka Svāmī, англ. Hanumatpreshaka Swami; имя при рождении — Хью́бер Ха́тчин Ро́бинсон, англ. Huber Hutchin Robinson; род. 12 января 1948, Гуам) — индуистский кришнаитский гуру и проповедник, один из духовных лидеров Международного общества сознания Кришны (ИСККОН), ученик Бхактиведанты Свами Прабхупады, основатель и генеральный секретарь «Североамериканского института восточных и классических исследований», почётный профессор Университета Рикардо Пальмы, член профессорско-преподавательского состава Бхактиведанта-колледжа в Бельгии.

## Биография

### Ранние годы
Хьюбер Робинсон родился 12 января 1948 года на острове Гуам, куда его родители-американцы приехали по работе во время Второй мировой войны. Детство и юность он провёл в Калифорнии, в городе Сакраменто. С ранних лет Хьюбер начал задумываться над смыслом жизни, интересоваться религией и мистицизмом. Интерес к этим темам в нём пробудила его крёстная мать, дававшая ему читать эзотерическую литературу.
В 1966 году Хьюбер окончил школу «Энсина», где был одним из лучших в своём выпуске. В том же году он поступил в Калифорнийский университет в Дейвисе, который окончил в 1970 году со степенью бакалавра по психологии. Дополнительными специальностями у него были биология и электронное машиностроение. Хьюбер продолжил обучение в Северо-западном университете в Чикаго, где его научным руководителем стал Дональд Т. Кэмпбелл — известный учёный, создавший термин «эволюционная эпистемология» и одно время служивший президентом Американской психологической ассоциации.

### Духовные поиски и обращение в гаудия-вайшнавизм
Вскоре Хьюбер пришёл к выводу, что в западном знании существовали значительные пробелы, которые могли быть заполнены восточной мудростью. Дональд Т. Кэмпбелл согласился с выводом своего ученика и посоветовал ему заняться изучением восточных традиций. В 1971 году Хьюбер оставил учёбу и на время присоединился в качестве дублёра к известной комедийной театральной труппе The Second City («Второй город») — одной из самых известных импровизационных трупп США. Затем он серьёзно занимался карате, получив чёрный пояс по стилю уэти-рю. В 1974 году духовные поиски привели его в Международное общество сознания Кришны (ИСККОН). Хьюбер принял монашеский образ жизни и поселился в кришнаитском храме в Сан-Франциско, где 24 ноября 1974 года получил духовное посвящение от основателя ИСККОН Бхактиведанты Свами Прабхупады. Прабхупада, находившийся в то время в Бомбее, инициировал Хьюбера и ряд других кришнаитов из сан-францисского храма заочно, через письмо, что было в те времена распространённой практикой. При посвящении Хьюбер получил духовное имя на санскрите «Хануматпрешака Даса».

### Религиозная карьера в Международном обществе сознания Кришны
В 1984 году Хануматпрешака Даса принял от Бхактисварупы Дамодары Свами посвящение в санньясу (отречённый образ жизни в индуизме), получив при этом титул «свами». В 1994 году Хануматпрешака Свами начал исполнять в ИСККОН обязанности инициирующего гуру и принимать учеников. По данным на начало 2011 года, у Хануматпрешаки Свами было около 150—170 инициированных учеников, среди которых американский религиовед Рави Гупта (Радхика Рамана Даса) и шведский музыкант Томас Рундквист (Тиртха Кирти Даса). В 2011 году Хануматпрешака Свами заявил в интервью Punto Radio, что не может назвать точное число своих учеников, так как «перестал вести счёт после того, как инициировал первые 50».

### Деятельность в Институте Бхактиведанты
В 1984 году Хануматпрешака Свами поступил на работу в Институт Бхактиведанты, где занял пост заместителя директора этого учреждения. Вместе с директором Института Бхактисварупой Дамодарой Свами, он организовал два «Мировых конгресса синтеза науки и религии». В первом конгрессе, состоявшемся в 1986 году в Бомбее, приняли участие более 1100 учёных и религиозных деятелей из разных стран мира, в том числе пять нобелевских лауреатов. Почётным гостем конгресса был Далай-лама, а вступительную речь прочитал Джордж Уолд. В конгрессе также приняли участие генеральный секретарь Всемирного совета церквей Паулос Мар Грегориос, американский теолог Харви Кокс, американский философ Джон Сёрль, Джозеф Вайзенбаум и др. Второй конгресс был проведён в 1997 году в Калькутте с участием более 2000 учёных и религиозных деятелей. Вступительную речь прочитал нобелевский лауреат Чарлз Таунс.

### Миссионерская деятельность. Участие в семинарах и конференциях
Хануматпрешака Свами активно занимается проповеднической и преподавательской деятельностью (большей частью в Латинской Америке), регулярно выступает с лекциями по классической индийской литературе и индуистской философии в университетах.
В марте 1999 года Хануматпрешака Свами был главным гостем проведённого Калькуттским университетом первого национального семинара «Наука и технология в Древней Индии». В семинаре также принял участие бывший министр образования Индии Пратап Чандра Чундер.
В 2004 году Хануматпрешака Свами основал в штате Теннесси некоммерческую образовательную корпорацию «Североамериканский институт восточных и классических исследований» и с тех пор исполняет обязанности её генерального директора.
В ноябре 2004 года Хануматпрешака Свами был приглашённым оратором на международной конференции по психотерапии, прошедшей в Университете Сесара Вальехо в Трухильо. В том же году, Хануматпрешака Свами и возглавляемый им «Североамериканский институт восточных и классических исследований» провели в Национальном университете Трухильо конференцию «Экономика в классической Индии», организованную в сотрудничестве с Университетом Рикардо Пальмы.
В 2005 году в партнёрстве с Университетом Сан-Маркос в Лиме Хануматпрешака Свами и возглавляемый им «Североамериканский институт восточных и классических исследований» организовал фестиваль классической индийской культуры «Бхаратия-санскрити». В число спонсоров и участников фестиваля вошли ряд известных университетов, посольство Индии в Перу, а также учёные с разных континентов. Успех фестиваля привёл к его повторному проведению в 2006 и 2007 году. В программу фестивалей вошли конференции об индуистской культуре и философии, выставки произведений искусства, презентации мультимедиа, показ фильмов, традиционные индийские танцы и курсы вегетарианской индийской кухни.
В 2008 году Хануматпрешака Свами впервые посетил Россию, где принял участие в организованном ИСККОН в Москве вайшнавском фестивале Ратха-ятра (совмещённом с фестивалем «Битлз и Индия») и выступил с лекциями в храмах ИСККОН и университетах.
С сентября по ноябрь 2009 года «Североамериканский институт восточных и классических исследований» провёл тур по Перу, Боливии, Чили и Аргентине. В мероприятии приняли участие Хануматпрешака Свами, Хридаянанда Госвами и другие учёные-члены ИСККОН. В ходе тура были проведены образовательные и культурные программы в шести университетах, пяти культурных муниципальных центрах, а также в посольствах Индии в Чили и Аргентине. Хануматпрешака Свами презентовал книгу «Свет Бхагаваты» и провёл два семинара на темы: «Восточная психология и личная медитация» и «Гамлет и Арджуна», — в последнем, он проанализировал связь и различие между этими двумя литературными персонажами.
В июне 2010 года Хануматпрешака Свами дал в Чилийском университете в Сантьяго семинар на тему «Наука: новое направление».
23 января 2014 года в стенах Фонда Пабло Неруды в Сантьяго (Чили), Хануматпрешака Свами провёл конференцию на тему «Карл Юнг и индийский мистицизм». В мероприятии, организованном Североамериканским институтом восточных и классических исследований, приняли участие известный чилийский учёный Умберто Матурана и его ученица Хименес Деавила. В ходе конференции Хануматпрешака Свами указал на близость некоторых выводов Карла Юнга философским идеям индуизма, в частности, философии «Бхагавад-гиты». Как сообщил кришнаитский новостной ресурс ISKCON News, Умберто Матуна рассказал о своём интересе к этой теме и желании более глубоко ознакомиться с концепциями, представленными Хануматпрешакой Свами.
22 мая 2014 года Хануматпрешака Свами был почётным гостем на церемонии инаугурации нового храма ИСККОН в Хьюстоне.